# حديقة إسماعيل مرزوقي
حديقة إسماعيل مرزوقي (بالإندونيسية: Taman Ismail Marzuki) هو مركز للفنون والثقافة والعلوم يقع في سكيني في جاكرتا عاصمة إندونيسيا. يوجد داخل المجمع مؤسسات تعليمية مثل معهد جاكرتا للفنون ومركز الوثائق الأدبية والقبة السماوية جاكرتا. تم بناء المجمع على مساحة 8 هكتارات. سميت تيم باسم إسماعيل مرزوقي أحد الملحنين الأكثر صيتًا في إندونيسيا. يضم مجمع تامان إسماعيل مرزوقي عددًا من المرافق بما في ذلك ستة مسارح للفنون المسرحية ودور سينما وقاعة عرض ومعرض ومبنى أرشيف. كان المجمع يعرف سابقًا باسم مركز جاكرتا للفنون.
غالبًا ما يتم تقديم عروض ثقافية في هذا المركز الثقافي، بما في ذلك الرقص والعروض الدرامية والموسيقية، وقراءة الشعر، والنحت، ومعارض الرسم والفن، وعروض مهرجان الأفلام. يوجد أيضًا صالة طعام كبيرة داخل المجمع.

## التاريخ
افتتح حاكم جاكرتا علي صديقين المجمع في 10 نوفمبر 1968، تم بناء المركز الثقافي الذي تبلغ مساحته 90 مترًا مربعًا على تامان رادين صالح، وهي حديقة عامة أنشأها وامتلكها رادين صالح الذي كان رسامًا إندونيسيًا مشهورًا خلال عهد جزر الهند الشرقية الهولندية الاستعمارية . كانت تامان رادين صالح في السابق حديقة حيوانات في جاكرتا ومنتزه عام، قبل أن يتم نقلها إلى حديقة حيوان راجونان. استضافت تامان رادين صالح سابقًا حلبة سباقات السلوقي ودار سينما وقاعة حديقة ومنصة.
اضطلعت إدارة جاكرتا بمشروع إعادة التنشيط الذي سيتم تنفيذه على مراحل بتكلفة تقديرية تبلغ 125 مليون دولار أمريكي، ومن المتوقع الانتهاء منه بحلول عام 2021. يتضمن التنشيط تحسين التصميمات الداخلية وغيرها من مرافق المجمع، بما في ذلك القبة السماوية، وكذلك بناء مكتبة ومسجد لتحل محل الموجودات السابقة. سيتم بناء مسرح سينمائي جديد ليحل محل سينما إكس إكس آي التي أغلقت.